# Kuratti
Kuratti är en sjö i Finland. Den ligger i kommunen Kuusamo i landskapet Norra Österbotten, i den nordöstra delen av landet, 700 km norr om huvudstaden Helsingfors. Kuratti ligger 262,9 meter över havet. Den är 1,15 meter djup. Arean är 65,2 hektar och strandlinjen är 5,44 kilometer lång. Sjön  ingår i Koundaälvens huvudavrinningsområde. 